# 古代ペルシアにおける伝統的な水源
古代ペルシアにおける伝統的な水源（こだいペルシアにおけるでんとうてきなすいげん）とは、具体的には、イラン（ペルシア）におけるカナート（ペルシア語قنات (ghanāt)）、カーリーズ（ペルシア語 کاریز,(kārīz)）として知られる用水路の特殊なネットワークを意味する。  
古代ペルシアの広大な土地においては、大きな河川（アルヴァンド川、アラス川 、 ザーヤンデルード川 、セフィードルード川やアトラク川など）はごくまれな存在であった。ほとんどの河川は季節的なものであり、伝統的に都市集落のニーズに応えることはできなかった。何年にもわたり都市集落が成長していくなかで、局所的に掘られた深い井戸（深さ100メートルほど）では需要に対応できなくなり、 カナートやカーリーズの体系的な掘削につながっていった。 
伝統的なペルシア建築において、カーリーズは小さなカナートで、通常は都市の内側にある。カーリーズはカナートを最終目的地に届けていくものである。

## カナートとカーリーズの歴史

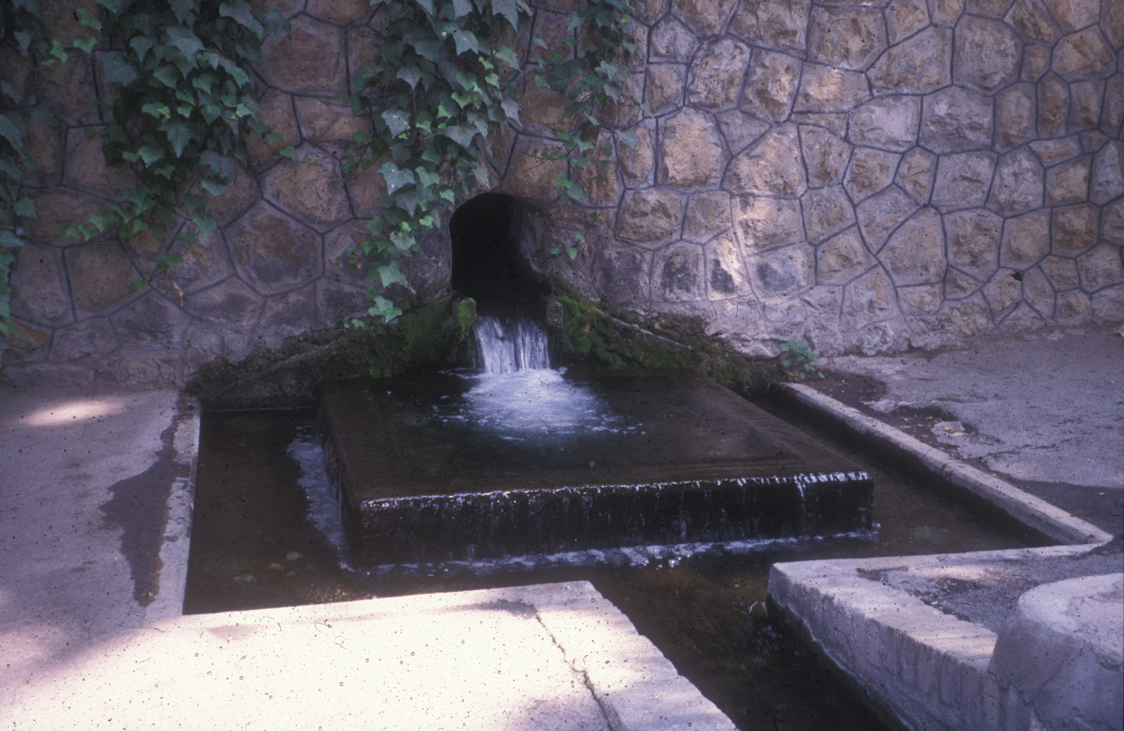
テヘランのニアヴァランにあるカーリーズ。 イラン国立図書館の敷地に水をまくために使用されていた。

カナートの起源を初めて研究したのはヘンリー・ゴブロで、その著書『カナート―水を得る技術』において、古代のペルシア人は、坑夫たちにとっては邪魔となっていた水を利用して、カナートまたはカーリーズという名の基本システムを設立し、農地に必要な水を供給していたことを述べている。ゴブロによると、この技術革新が現在のイランの北西部、トルコとの国境を接する地域で行われ、後に隣接するザグロス山脈に導入されていったという。
ペルシアのカナートの歴史は、何世紀、時には何千年も前にさかのぼるもので、イラン中央部の都市ザールチには、最古で最長のカナート（3,000年以上前、全長71 km）があり、他の3,000年前のカナートがイラン北部で発見されている  。カナートはほとんどが標高の高い場所からきて、都市に達すると カーリーズとよばれる小さな地下運河の分散したネットワークに分割されていった。 カナートと同様に、これらの小さな運河は地下（～20段）にあり、汚染が非常に少なくなるように建設された。 数千年前に建設されたこれらの地下水路は 、蒸発による損失がなく、汚染のおそれがないため、飲料水に適していた 。
しかしその後、ペルシアの土地では都市がさらに成長し、カナートでは住民のニーズに応えることができなくなる。 この時期には、裕福な住民がアーブ・アンバール（ペルシア語آبانبار）とよばれる私有の貯水池を建設し始めていた 。

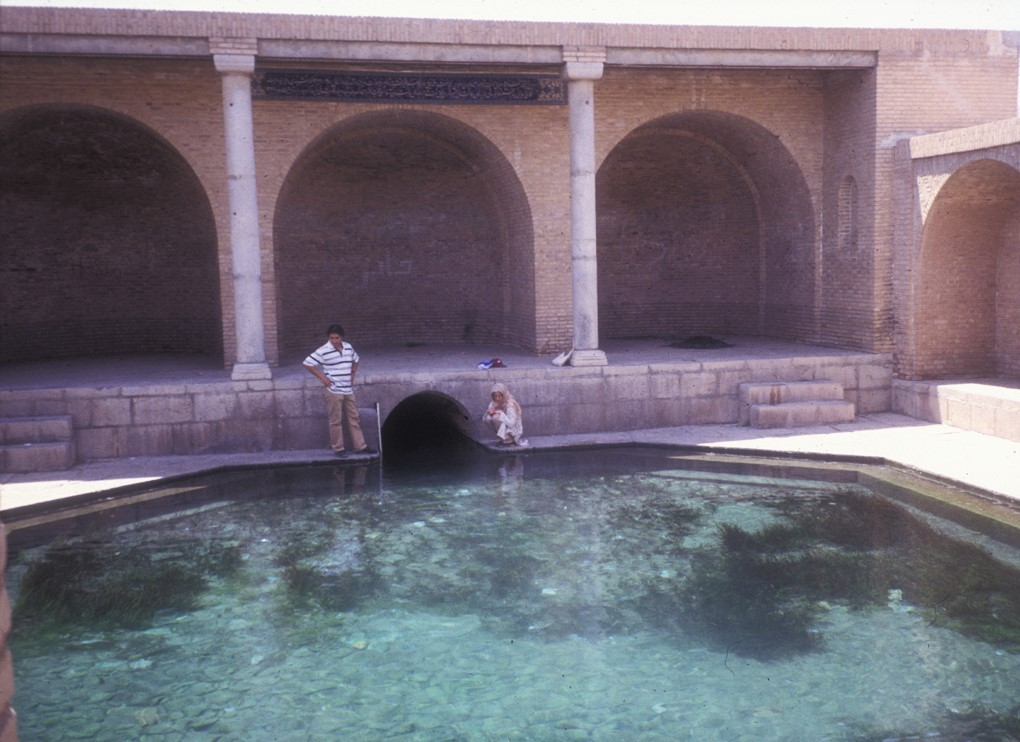
フィン庭園 にあるこのカナートはソロモンの泉（"Cheshmeh-ye Soleiman"）とよばれ、数千年流れていると考えられている泉からのもの。 古代からシアルク地域に水を供給していたと考えられている。

20世紀半ばには、およそ50,000 のカナートがイランで使用されていたと推定され、それぞれ地域の人々によって維持管理がなされてきた。これらのうち、1980年の時点では、25,000のカナートが引き続き使用されている。 

## カナートの分布
イランの東部と中央部では、降水量が少なく永久的な河川が流れないために、カナートが最も多くみられるが、降水量が多く恒久的な川が流れている北部と西部にはカナートは少ない。特にラザヴィー・ホラーサーン州、南ホラーサーン州、イスファハン州、ヤズド州に多くのカナートがみられるが、排水の面ではイスファハン州、ラザヴィ・ホラーサーン州、ファールス州、ケルマーン州の順となっている。

## ペルシア式カナートと水時計の使用
最古かつ最大のカナートの1つはイランのラザヴィー・ホラーサーン州の ゴナーバードにあるゴナーバードのカナートで、このカナートは「カイ・ホスロウのカーリーズ」ともよばれている。建設されたのは紀元前500年から紀元前700年の間で、2700年を経ても、いまだに4万人近くに飲料水と農業用水を提供している。 427の井戸があり、中心にある井戸は360メートル以上の深さがある。全長は33,113メートルにおよぶ  。2007年にユネスコ暫定世界遺産のリストに追加され、2016年には正式に「ペルシア式カナート」という登録名のもと、他のいくつかのカナートとともに登録された 。
カリステネスによると、ペルシア人は紀元前328年には水時計を使用して、農業用灌漑のためにカナートから株主に水を公正かつ正確に分配していた。 特にゴナーバードとズィーバッドのカナートでの水時計の使用は、紀元前500年にまでさかのぼる。水時計は、ペルシア語ではフェンジャーン（「碗」の意）とよばれ、より正確な現在の時計に置き換えられるまで、農民が灌漑のためにカナートまたは井戸から水が供給されるべき量または時間を計算するために最も正確で一般的に使用される計時装置であった。後にはノウルーズやヤルダーなど、イスラーム以前の宗教の正確な祭日を決定するためにも使用されていた。
フェンジャーンは、カナートの権利者たちがそれぞれの農地に供給する水の時間の長さを計算するための実用的で有用な道具であった。カナート（カーリーズ）は乾燥地域における農業と灌漑のための唯一の水源であったので、公正で公平な水の分配が非常に重要であった。そのため、非常に公平で賢い年輩者がミールアーブ（MirAab）とよばれる管理者に選ばれた。少なくとも2人の常勤の管理者がフェンジャーン（時間）の数を制御および監視し、日の出から日没まで、昼と夜の正確な時間を告知する必要があった。なぜなら、権利者たちは通常、日中の水の権利者と夜間の水の権利者に分かれていたためである。
フェンジャーンは、水で満たされた大きなポットと中央に小さな穴のある碗で構成されていた。碗は水で満たされていき、いっぱいになるとポットの底に沈む。すると管理者は碗を空にして再びポットの水の上に置き、瓶に小さな石を入れて碗が沈んだ回数を記録した。水時計が置かれていた場所とその管理者は、まとめてハーネ・フェンジャーン（「フェンジャーンの家」の意）とよばれていた。通常、このハーネ・フェンジャーンは公共の家の最上階にあり、日の出と日の入の時間を確認することができるよう西および東向きの窓があった。 アストロラーベという別の時間管理の道具もあったが、それらは主に迷信的な信仰に使用され、農民の暦としての使用には実用的ではなかった。
ズィーバッドとゴナーバードの水時計は1965 年まで使用されて、現代の時計に置き換えられていった。

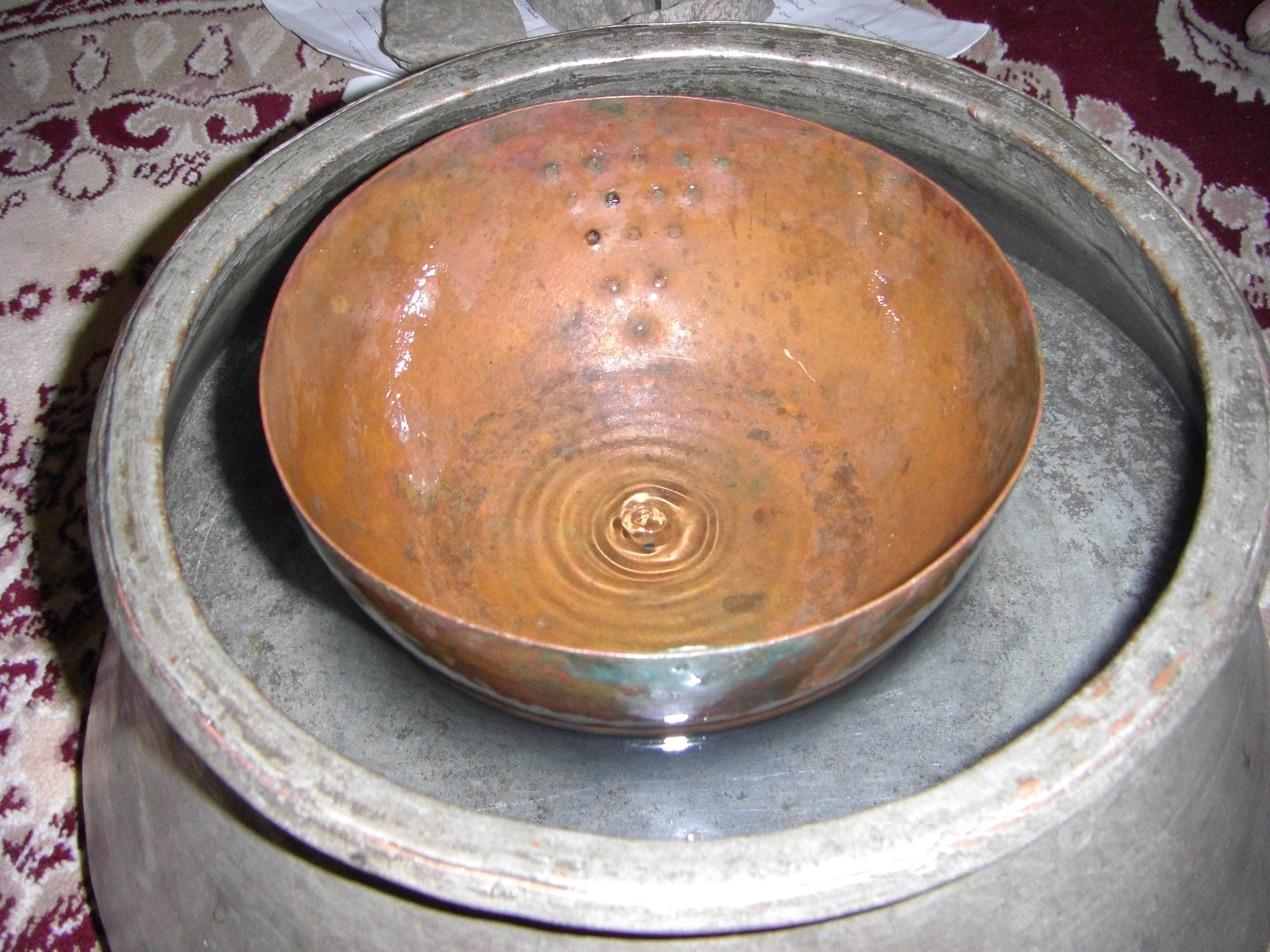
古代ペルシアの水時計

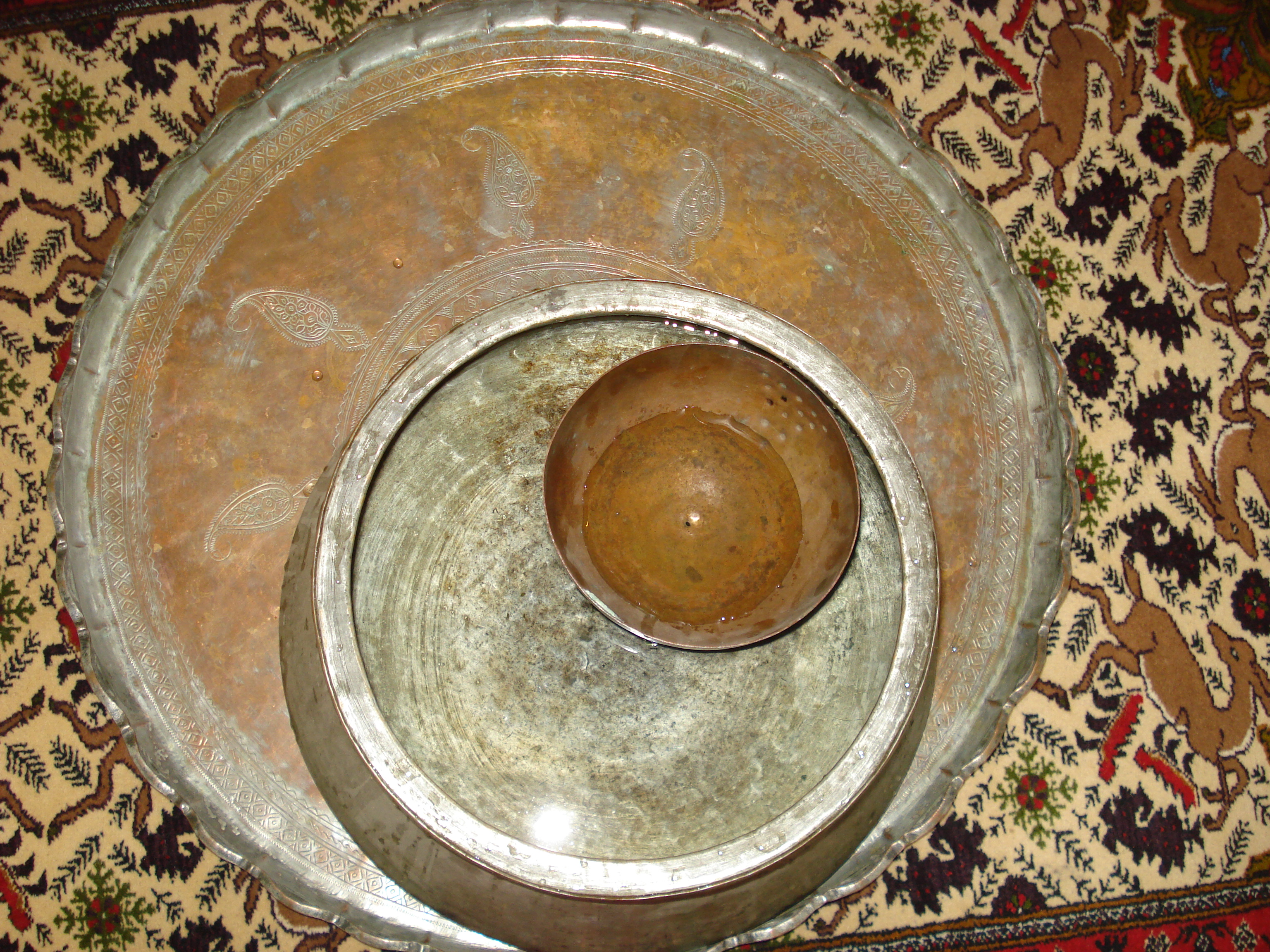
ゴナバードのカナートの水時計

ゴナーバードのカーリーズ

## 関連文献
1. mari e Islami e Iran. M. K. Pirnia. ISBN 964-454-093-X
2. Minudar or Babuljanne. Gulriz, Mohammad Ali. Taha publications. 3rd printing. Qazvin. 1381 (2002). ISBN 964-6228-61-5
3. Qazvin: ayinah-yi tarikh va tabi’at-i Iran. Hazrati, Mohammad Ali. Sazeman e Irangardi va Jahangardi publications. Qazvin. 1382 (2003). ISBN 964-7536-35-6
4. Saimaa-yi ustaan-I Qazvain. Haji aqa Mohammadi, Abbas. Taha Publications. Qazvin. 1378 (1998). ISBN 964-6228-09-7
5. Memari-ye ab anbar haye shahr e Qazvin. Memarian, Gholamhosein. Asar. Vol 35. Iran Cultural Heritage Organization publications. Tehran. (p187-197).
6. Sair e Tarikhi e banaayi Shahr e Qazvin va Banaha-yi an. Siyaghi, Dr. Seyd Mohammad Dabir. Iran Cultural Heritage Organization publications. Qazvin. 2002. ISBN 964-7536-29-1
7. Old ways of water management spring up again in arid regions. M.J. Strauss. International Herald Tribune. Aug 20, 2005.
8. Water Distribution Management in Ancient Iran, Scientific Magazine, Journal of Scientific Research, University of Tehran (in Persian)
9. 岡崎正孝『カナート イランの地下水路』論創社、1988年。
10. 織田武雄「カナート研究の展望」『人文地理』第36巻、第5号、433-455頁、1984年。
11. 小堀巌「カナート水利体系の成立」『明治大学社会科学研究所紀要』第31巻、第1号、95-104頁、1992年。
12. 小堀巌『乾燥地域の水利体系 カナートの形成と展開』 大明堂、1996.5. 明治大学社会科学研究所叢書